# امیل آرگیروف
امیل آرگیروف (انگلیسی: Emil Argirov؛ زادهٔ ۴ مارس ۱۹۸۷) بازیکن فوتبال اهل بلغارستان است.
از باشگاه‌هایی که در آن بازی کرده است می‌توان به باشگاه فوتبال بوتو پلوودیو اشاره کرد.